# Leiobunum colimae
Leiobunum colimae is een hooiwagen uit de familie Sclerosomatidae.